# Validade
O termo validade (também chamada verdade lógica, verdade analítica, ou verdade necessária), em lógica, refere-se geralmente a uma propriedade de enunciados particulares e de argumentos dedutivos.

## A verdade lógica dos enunciados
O que é e o que não é considerado verdade lógica têm sido uma questão de esclarecimento, até mesmo no início do século XX.
Uma verdade lógica foi considerada por Ludwig Wittgenstein como um enunciado o qual é considerado verdadeiro em todos os mundos possíveis. Neste caso, a verdade lógica entra em contraste com um fato, sendo este verdadeiro apenas neste mundo.
Mais tarde, com o surgimento da lógica formal, uma verdade lógica foi considerada como um enunciado que é verdadeiro sobre todas as possíveis interpretações.
As verdades lógicas são necessariamente verdadeiras. Uma proposição como "Se P e Q, então P." e a proposição “Todos os maridos são casados." são consideradas como verdades lógicas, pois elas são verdadeiras devido aos seus significados e não devido a algum fato do mundo real. Elas são de tal modo que não podem ser falsificadas.
A lógica está interessada com os padrões no sentido em que podem ajudar a nos dizer se uma proposição é verdadeira ou não. Entretanto, a lógica não lida com a verdade no sentido absoluto, como por exemplo um metafísico faz. Os lógicos usam linguagens formais para expressar as verdades que eles estão interessados, e, como tal, há apenas uma verdade sob alguma interpretação ou algum sistema formal.

## A validade dos argumentos
Quando um argumento é relatado para provar que a sua conclusão é verdadeira (em oposição a provavelmente verdadeira), então o argumento é destinado a ser dedutível. Um argumento declarado para mostrar que sua conclusão é provavelmente verdadeira pode ser considerado como indutivo. Para dizer que um argumento é válido basta dizer que a conclusão realmente segue das premissas, isto é, um argumento é válido precisamente quando ele não pode seguir de premissas verdadeiras para uma conclusão falsa. A seguinte definição é mais utilizada:
- Um argumento é válido dedutivamente se, quando todas as premissas são verdadeiras, a conclusão também é necessariamente verdadeira.

Um exemplo de argumento válido é dado pelo bem conhecido silogismo:
(a) Todos os homens são mortais.
(b) Sócrates é um homem.
(c) Logo, Sócrates é mortal.
O que torna (c) um argumento válido não é o mero facto deste possuir conclusão e premissas verdadeiras, mas o fato da necessidade lógica da conclusão, dadas as duas premissas (a) e (b). Não importa como o universo poderia ser construído, nunca poderia ser o caso que este argumento deveria ter premissas verdadeiras e conclusão falsa. O argumento abaixo contraria:
(d) Todos os homens são mortais.
(e) Sócrates é mortal.
(f) Logo, Sócrates é um homem.
Neste caso, a conclusão (f) inescapavelmente não segue da premissa: um universo é facilmente imaginado no qual 'Sócrates' não é um homem mas um cão, de fato que as premissas (d) e (e) devem ser verdadeiras mas a conclusão falsa. Esta possibilidade torna o argumento inválido.
Uma visão padrão é que se um argumento é válido, então ele é um papel da fórmula lógica dos argumentos. Algumas técnicas são empregadas por lógicos para representar uma fórmula lógica de argumento. Um simples exemplo, aplicado às duas ilustruções acima, é o seguinte: Sejam as letras 'P','Q' e 's' simbolos, respectivamente, para o conjunto de homens, o conjunto de mortais, e Sócrates. Usando estes símbolos, o primeiro argumento pode ser abreviado para:
Todos os P são Q.
s é um P.
Logo, s é um Q.
Similarmente, o segundo argumento se torna:
Todos os P são Q.
s é um Q.
Logo, s é um P.
Estas abreviações deixam evidentes a forma lógica de cada argumento respectivo. Neste nível, note que nós podemos falar sobre qualquer argumento que pode tomar uma ou outra das duas configurações acima, substituindo as letras P, Q e s por expressões apropriadas. De interesse particular é o fato de que podemos explorar uma forma do argumento que nos ajude a descobrir se as premissas de uma dada conclusão são válidas ou não. Para isso, definimos uma estrutura de interpretação do argumento como uma atribuição de conjunto de objetos para as letras maiúsculas, e a atribuição de membros individuais de um conjunto para letras minúsculas no argumento do texto. Desse modo, seja P o conjunto dos homens, Q o conjunto dos mortais, e s Sócrates, é uma interpretação de cada um dos argumentos acima. Usando esta terminologia, nós podemos dar a definição de validade dedutiva:
Um argumento é formalmente válido se sua forma é a única de tal modo que todas as interpretações sobre as premissas são verdadeiras e a conclusão também é verdadeira.
Como foi visto, a interpretação dada acima faz com que o segundo argumento tenha premissas verdadeiras e conclusão falsa. Logo, este segundo argumento não é formalmente válido.

## Validade de enunciados
Um enunciado é dito válido se o mesmo é verdadeiro sobre todas as interpretações. Por exemplo:
Se nenhum deus é mortal, então nenhum mortal é um deus.
Isto é:
Se (nenhum P é um Q), então (nenhum Q é um P).
Um dado enunciado pode ser válido em relação a outros enunciados. Isto é, um argumento que possui tal enunciado como sua conclusão e os outros enunciados como premissas, é um argumento válido.